# The Walkmen
The Walkmen ist eine Indie-Rockband aus New York City.

## Werdegang
Die Band formierte sich im Jahre 2000 aus Mitgliedern der Jonathan Fire Eater und The Recoys. Der Musikstil der Band orientiert sich stark am Klang „klassischer“ Instrumente. In ihrem eigenen Studio Marcata Recording wird deshalb grundsätzlich nur mit analogen Geräten aufgenommen.
Ihr Debütalbum Everyone Who Pretended to Like Me Is Gone wurde von Kritikern für die experimentelle Art und den progressiven Stil hoch gelobt. Das folgende Album Bows & Arrows wurde als eines der besten US-Alben des Jahres bezeichnet.
Seit 2013 pausiert die Band ihre gemeinsame Arbeit auf unbestimmte Zeit. Die Mitglieder widmen sich seitdem verschiedenen Soloprojekten.

## Diskografie

### Alben
- 2002 – Everyone Who Pretended to Like Me Is Gone
- 2004 – Bows & Arrows
- 2006 – A Hundred Miles Off
- 2008 – You & Me
- 2010 – Lisbon
- 2012 – Heaven

### Andere
- 2001 – Untitled (Vier Songs)
- 2001 – Untitled (Acht Songs)
- 2001 – Radio (aka Wake Up)
- 2002 – Untitled (Acht Songs)
- 2002 – Let's Live Together
- 2002 – Split
- 2004 – The Rat (Single)
- 2004 – Little House of Savages (Single)
- 2004 – Christmas Party
- 2005 – There Goes My Baby, für den Stubbs-the-Zombie-Soundtrack
- 2006 – Pussy Cats Cover Album (Zehn Songs)
- 2006 – Louisiana (Single)
- 2007 – Red River, für den Spider-Man-3-Soundtrack